# Альбиковський Микола Клеофасійович
Мико́ла Клеофа́сійович Альбико́вський (у деяких виданнях — Альбикі́вський, Альбіко́вський; 20 січня 1877, село Гільці, нині Чорнухинського району Полтавської області — після 1933, Одеса) — український драматург, актор, театральний діяч.

## Біографія
Народився в сім'ї урядовця. Закінчив Лохвицьку повітову школу.
Творчу діяльність почав у російських аматорських трупах А. Линтварьова в Лохвиці та С. Тамаріна в Глухові. Спочатку був суфлером, потім — помічником режисера.
Від 1898 року працював в українських аматорських трупах А. Витвицької, І. Дорошенка, П. Хмари та інших.
У 1903—1929 роках був членом Товариства російських драматичних письменників та оперних композиторів (від 1904 року — Драматична спілка в Санкт-Петербурзі та Московське товариства драматичних письменників і оперних композиторів).
У 1902—1916 роках очолював Товариство акторів, мав власну антрепризу. 1909 року з власною трупою гастролював у Керчі. В його трупі співав, зокрема відомий тенор Михайло Борченко.
За радянського часу працював у театрах Одеси, Харкова, Полтави.

## Твори

### Дорадянський період

Микола Альбиковський в ролі Івана в п'єсі «Кляте серце» Василя Захаренка

Перші літературні спроби Альбиковського припадають на середину 1890-х років. Серед його творів:
- драми:
  - «Чародій Твардовський» (1901) — написана білим віршем за оповіданням «Пан Твардовський» Юзефа Крашевського,
  - «Борці за волю» (1917),
- п'єси на історичні теми:
  - «За волю і долю» (1915) — 1923 року поставлено в очолюваному Альбиковським Одеському українському музично-драматичному театрі імені Марії Заньковецької,
  - «Сивий Дніпро» (1916),
- побутові п'єси, написані на основі конкретних життєвих фактів:
  - «Син вихрестки» (у 1908—1909 роках ставилася трупою О. Суслової),
  - «За долю мирську» (1909),
  - «Кінець світу» (1911),
  - «Городські міщани» (1914),
  - «Мартинова помста, або Зелений квиток» (1915),
- водевілі:
  - «Невірний товариш» (1895),
  - «Райські чародії» (1901),
  - «Ох, та не люби двох» (1915),
  - «Жартівниця» (1915),
- фантастичні казки:
  - «Сатанаїл» (1918).

1915 року в «Тернопільських театральних вечорах» за режисурою та участю Леся Курбаса йшли водевілі Альбиковського «Ох, та не люби двох» і «Жартівниця».
У 1915—1916 роках деякі твори драматурга було надруковано в Одесі в двотомному виданні «Український театр веселих мініатюр».

### Радянський період
У радянський час звернувся до тем, пов'язаних із життям радянського села та міста. Автор
- агітаційно-революційних п'єс:
  - «Ви жертвою впали» (1923),
  - «Голодні» (1923),
  - «Партійна честь» (1923),
- комедій:
  - «Жартівлива вдова» (1923),
  - «За чужий гріх» (1923),
  - «Новоженці» (1923),
  - «Сон Телепня» (1923),
- буфонад:
  - «Балаганчик» (1924),
  - «Політичний Грицько» (1924).

1933 року в драмі «На порозі новини» змалював, як зазначають радянські видання, «боротьбу на селі за утвердження соціалістичної моралі».
П'єси Альбиковського ставилися в робітничих і селянських клубах України, в Київському театрі кіноактора.